# Disilyn
Disilyn je anorganická sloučenina se vzorcem Si2H2, obsahující trojnou vazbu mezi atomy křemíku. Jako disilyny se označují i jeho deriváty, kde jsou atomy vodíku nahrazeny organickými funkčními skupinami. Disilyn a jeho organické deriváty jsou křemíkovými analogy alkynů.
Označení silyn má dva významy; může odpovídat sloučeninám obsahujícím trojné vazby Si-Si, nebo sloučeninám s trojnými vazbami Si–C, podobně jako u silenů, kam se obvykle řadí sloučeniny obsahující dvojné vazby Si–C. Označení polysilyny lze použít pro polymery (SiH)n i pro substituované deriváty.

## Substituované disilyny

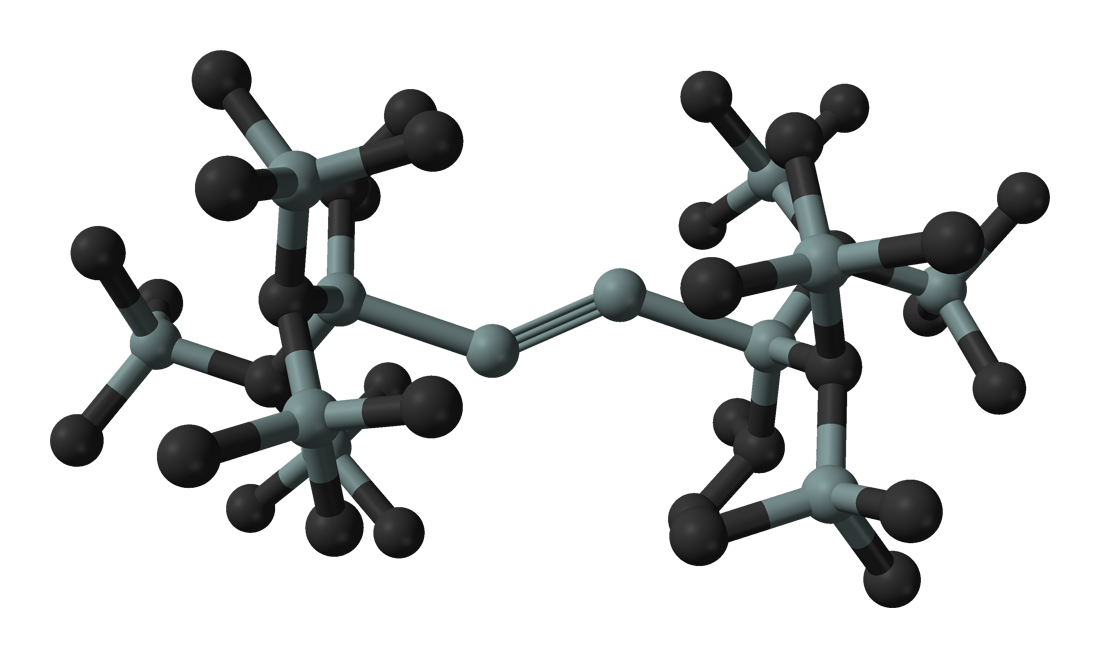
Struktura prvního popsaného disilynu

Prvním disilynem, který byl izolován a prozkoumán rentgenovou krystalografií, se stala v roce 2004 smaragdově zelená krystalická látka se vzorcem {\displaystyle {\ce {R'_2R''Si-Si#Si-SiR''R'_2}}}, kde {\displaystyle {\ce {R'}}} = HC(SiMe3)2 a {\displaystyle {\ce {R''}}} = HCMe2. Připravit se dá redukcí tetrabromovaného prekurzoru grafitem draselným (KC8). Je citlivá na vzduch a vlhkost, ale při jejich nepřítomnosti stálá za teplot do 128 °C.
Geometrie atomů středového čtyřkřemíkového řetězce se liší od odpovídajících uhlíkatých molekul. Substituované alkyny jsou lineární, s vazebnými úhly na koncích trojných vazeb 180°, tak u křemíkatých řetězců činí velikosti příslušných úhlů 137°. Čtyři atomy křemíku leží ve stejné rovině, první a čtvrtý jsou vzájemně v poloze trans. Délka centrální trojné vazby je 206 pm, což je přibližně o 4 % méně, než u běžných dvojných (214 pm) a jednoduchých vazeb Si–Si (237 pm). Zbarvení sloučeniny se připisuje elektronovým přechodům mezi orbitaly π a π*.
Vypočítaný řád vazby činí 2,6. Jiné skupiny zjistily, že se vazby účastní pouze dva elektronové páry, zatímco třetí se nachází v nevazebném orbitalu.
Reakcí této sloučeniny s fenylacetylenem vznikl derivát 1,2-disilabenzenu. Získány byly i jiné podobné sloučeniny s hexasila-3-ynovými řetězci:
(R3Si)2MeSi−Si≡Si−SiMe(SiR3)2
Me = methyl, R = terc-butyl
Délka trojné vazby Si–Si v této sloučenině má podle výpočtů hodnotu 207 pm.

## Analogy u těžších prvků 14. skupiny
Sloučeniny s trojnými vazbami jsou známy i od těžších prvků 14. skupiny olova, cínu a germania. Jádra těchto sloučenin mají podobně vychýlené vazebné úhly jako disilyny.